# 금융 시장 효율성
금융시장에는 여러 가지 효율성 개념이 있다. 가장 널리 논의되는 것은 정보 효율성 또는 가격 효율성으로, 단일 자산의 가격이 해당 자산의 가치에 대한 사용 가능한 정보를 얼마나 빠르고 완전하게 반영하는지를 측정한다. 다른 개념으로는 투자자가 거래를 하는 데 드는 비용과 반비례하는 기능적/운영 효율성과, 자금이 가장 생산적인 방식으로 사용되도록 최종 대출자로부터 최종 차용자에게 자금을 얼마나 멀리 전달하는지를 측정하는 배분 효율성이 있다.

## 시장 효율성 유형
시장 효율성의 세 가지 일반적인 유형은 배분적 효율성, 운영 효율성 및 정보적 효율성이다. 그러나 다른 종류의 시장 효율성도 인정된다.
제임스 토빈은 금융 시장에 존재할 수 있는 네 가지 효율성 유형을 확인했다.
1. 정보 차익거래 효율성
자산 가격은 모든 비공개 정보를 완전히 반영한다 (차익 거래는 실현 가능한 무위험 거래를 포함하므로 효율적인 시장을 위한 가장 덜 까다로운 요구 사항이다)
차익 거래는 2개 이상의 시장 간 금융 상품의 가격 유사성을 활용하여 거래를 통해 이익을 창출하는 것을 포함한다.
이것은 무위험 거래만을 포함하며 거래에 사용되는 정보는 무료로 얻어진다. 따라서 이익 기회가 완전히 활용되지 않아 차익 거래는 시장 비효율성의 결과라고 말할 수 있다.
이것은 준강형 효율성 모델을 반영한다.
2. 근본적 가치 평가 효율성
자산 가격은 자산을 보유함으로써 발생하는 예상 지불 흐름을 반영한다 (이익 예측이 정확하여 투자자를 유인한다)
근본적 가치 평가는 낮은 위험과 적은 이익 기회를 수반한다. 이는 투자 수익 예측의 정확성을 의미한다.
금융 시장은 예측 가능성과 가격이 항상 근본적 가치 평가에서 벗어나도록 강제하는 불일치로 특징 지어진다.
이것은 약한 정보 효율성 모델을 반영한다.
3. 완전 보험 효율성
이는 모든 비상 사태에 대비하여 상품과 서비스의 지속적인 공급을 보장한다.
4. 기능적/운영 효율성
금융 시장에서 이용 가능한 상품 및 서비스는 최소 비용으로 제공되며 참가자에게 직접적으로 유용하다.
모든 금융 시장은 식별된 효율성 유형의 고유한 혼합을 포함한다.

## 정보 효율성

### 정보 효율성 수준
1970년대에 유진 파마는 효율적인 금융 시장을 "가격이 항상 사용 가능한 정보를 완전히 반영하는 시장"이라고 정의했다.
파마는 세 가지 수준의 시장 효율성을 확인했다.
1. 약형 효율성
유가증권 가격이 과거 가격의 모든 정보를 즉각적으로 그리고 완전히 반영한다. 즉, 과거 가격을 사용하여 미래 가격 움직임을 예측할 수 없으며, 주가에 대한 과거 데이터는 미래 주가 변화를 예측하는 데 쓸모가 없다는 의미이다.
2. 준강형 효율성
자산 가격이 모든 공개 정보를 완전히 반영한다. 따라서 추가 내부 정보를 가진 투자자만이 시장에서 이점을 가질 수 있다. 모든 가격 이상 현상은 빠르게 발견되고 주식 시장은 조정된다.
3. 강형 효율성
자산 가격이 사용 가능한 모든 공개 정보와 내부 정보를 완전히 반영한다. 따라서 투자자에게 추가 가치를 제공할 데이터가 없기 때문에 누구도 가격 예측에서 시장 우위를 가질 수 없다.
| 유형   | 과거 시장 데이터 | 공개 정보 | 비공개 정보 |
| ------ | ---------------- | --------- | ----------- |
| 약형   | 예               | 아니요    | 아니요      |
| 준강형 | 예               | 예        | 아니요      |
| 강형   | 예               | 예        | 예          |

### 효율적 시장 가설 (EMH)
파마는 또한 효율적 시장 가설(EMH)을 만들었는데, 이는 어느 시점에서든 시장 가격이 이미 알려진 모든 정보를 반영하고 있으며, 새로운 정보를 반영하기 위해 빠르게 변화한다고 명시한다.
따라서 운이 좋지 않다면, 이미 모든 투자자에게 이용 가능한 동일한 정보를 사용하여 누구도 시장을 능가할 수 없다.

### 무작위 행보 이론
루이 바슐리에가 만든 효율적 시장 가설과 관련된 또 다른 이론은 "무작위 행보" 이론인데, 이는 금융 시장의 가격이 무작위로 진화한다고 명시한다.
따라서 시장에서 가격 변화의 추세나 패턴을 식별하는 것은 금융 상품의 미래 가치를 예측하는 데 사용될 수 없다.

### 증거

#### 금융 시장 효율성 증거
- 미래 자산 가격 예측은 항상 정확하지 않다 (약형 효율성 형태를 나타낸다)
- 자산 가격은 항상 모든 새로운 사용 가능한 정보를 빠르게 반영한다 (준강형 효율성 형태를 나타낸다)
- 투자자는 시장에서 자주 우수한 성과를 내지 못한다 (강형 효율성 형태를 나타낸다)

#### 금융 시장 비효율성 증거
- Jegadeesh와 Titman이 확인한 모멘텀 효과를 다루는 학술 금융 분야의 방대한 문헌이 있다.[6][7] 지난 3개월에서 12개월 동안 상대적으로 좋은(나쁜) 성과를 보인 주식은 다음 3개월에서 12개월 동안 계속 좋은(나쁜) 성과를 보인다. 모멘텀 전략은 최근 상승 주식을 매수하고 최근 하락 주식을 매도하며, 양의 위험 조정 평균 수익을 창출한다. 단순히 과거 가격의 함수인 과거 주식 수익률(배당은 무시할 수 있음)에 기반하므로, 모멘텀 효과는 약형 시장 효율성에 대한 강력한 증거를 제공하며, 대부분의 국가의 주식 수익률, 산업 수익률, 그리고 국가 주식 시장 지수에서 관찰되었다. 더욱이 파마는 모멘텀이 최고의 이상 현상임을 인정했다.[8][9]
- 1월 효과 (시장에서 반복적이고 예측 가능한 가격 움직임과 패턴이 발생한다)
- 주가 대폭락, 자산 버블, 신용 버블
- 워렌 버핏과 같이 시장에서 자주 우수한 성과를 내는 투자자,[10] 기관 투자자, 그리고 자사주를 거래하는 기업들
- 특정 소비자 신용 시장 가격이 미래 손실에 영향을 미치는 법적 변경에 맞춰 조정되지 않는다

### 결론
금융 시장 효율성은 금융 분야에서 중요한 주제이다. 대부분의 금융가는 시장이 절대적인 의미에서 효율적이지도 않고 극도로 비효율적이지도 않다고 믿지만, 세계 시장이 효율성 선의 어느 지점에 떨어지는지에 대해서는 많은 의견이 다르다.

## 참고 문헌
- Pilbeam, Keith (2005). 《Finance and Financial Markets》. Palgrave Macmillan. ISBN 978-1-4039-4835-9.
- Mishkin, Frederic (1998). 《The economics of money, banking, and financial markets》. Addison Wesley. ISBN 978-0-321-01440-5.
- Hasan, Iftekhar; Hunter, William C. (2004). 《Bank and financial market efficiency》. Emerald Group. ISBN 978-0-7623-1099-9.
- Richard, Mark; Vecer, Jan (2021년 2월 1일). 《Efficiency Testing of Prediction Markets: Martingale Approach, Likelihood Ratio and Bayes Factor Analysis》. 《Risks》 9.
- Davidson, Paul. Financial markets, money and the real world. Edward Elgar Publishing, 2002.
- Emilio Colombo, Luca Matteo Stanca. Financial Market Imperfections and Corporate Decisions. Springer, 2006.
- Frisch, Ragnar Anton Kittel. Econometrica. Econometric Society, JSTOR, 1943.
- Leffler, George Leland. The Stock Market. 2. Ronald Press Co., 1951.
- Marc, Levinson. Guide to Financial Markets. 3. Bloomberg Press, 2003.
- Peters, Edgar E. Fractal Market Analysis: Applying Chaos Theory to Investment and Economics. John Wiley and Sons, 1994.
- Teall, John L. Financial market analytics. Greenwood Publishing Group, 1999.